# Walther Kausch
Walther Carl Eduard Kausch (ur. 17 lipca 1867 w Królewcu, zm. 24 marca 1928 w Berlinie) – niemiecki chirurg. Jest uważany za jednego z twórców chirurgii trzustki.

## Życiorys
Walther Kausch urodził się w Królewcu; gdy miał 5 lat jego ojciec, urzędnik kolejowy, przeniósł się z rodziną do Strasburga. Od 1885 do 1890 studiował medycynę na Uniwersytecie w Strasburgu, gdzie 8 lipca 1890 otrzymał dyplom lekarza. W 1887 roku w Królewcu poznał chirurga Jana Mikulicza-Radeckiego. 1 kwietnia 1887 został zastępcą ordynatora kliniki chirurgicznej Uniwersytetu w Królewcu. Od 1890 do 1892 pracował w klinice psychiatryczno-neurologicznej u Friedricha Jolly’ego i Karla Fürstnera, następnie od 1892 do 1896 w klinice Bernharda Naunyna. Habilitację z medycyny wewnętrznej uzyskał w 1896: rozprawa habilitacyjna Kauscha „Über den Diabetes mellitus der Vögel” dotyczyła cukrzycy u ptaków, i została przedstawiona na Uniwersytecie w Strasburgu. Później Kausch zmienił zainteresowania na chirurgię i od 1896 do 1906 pracował we Wrocławiu w Klinice Chirurgicznej Mikulicza. 20 grudnia 1902 otrzymał tytuł profesora. 2 stycznia 1902 ożenił się z córką szefa, Marią Mikulicz. Po śmierci Mikulicza objął wrocławską klinikę.
W 1905 roku został mianowany dyrektorem Szpitala Miejskiego Augusty-Viktorii w Berlinie-Schönebergu, i pozostał na tym stanowisku do śmierci.
W 1910 roku zmarł z powodu zapalenia wyrostka jego najstarszy syn, 6,5-letni Wolfgang („Wolfi”). Kausch sam przeprowadził zakończoną niepowodzeniem operację. Kausch miał jeszcze ośmioro dzieci, jedno dziecko zmarło wkrótce po urodzeniu. Podczas I wojny światowej przez półtora roku służył w armii niemieckiej jako lekarz oddziałowy, został przeniesiony do rezerwy po tym jak został ranny.
Kausch zajmował się radiologią od początku jej powstania i był jedną z pierwszych ofiar promieni rentgenowskich; szczególnie uszkodzoną promieniowaniem miał lewą rękę.
Jako pierwszy na świecie operował raka głowy trzustki z oszczędzeniem odźwiernika żołądka. Metoda Kauscha na wiele lat została zapomniana, by jako pankreatoduodenektomia (operacja Whipple’a) stać się standardem w chirurgii trzustki.

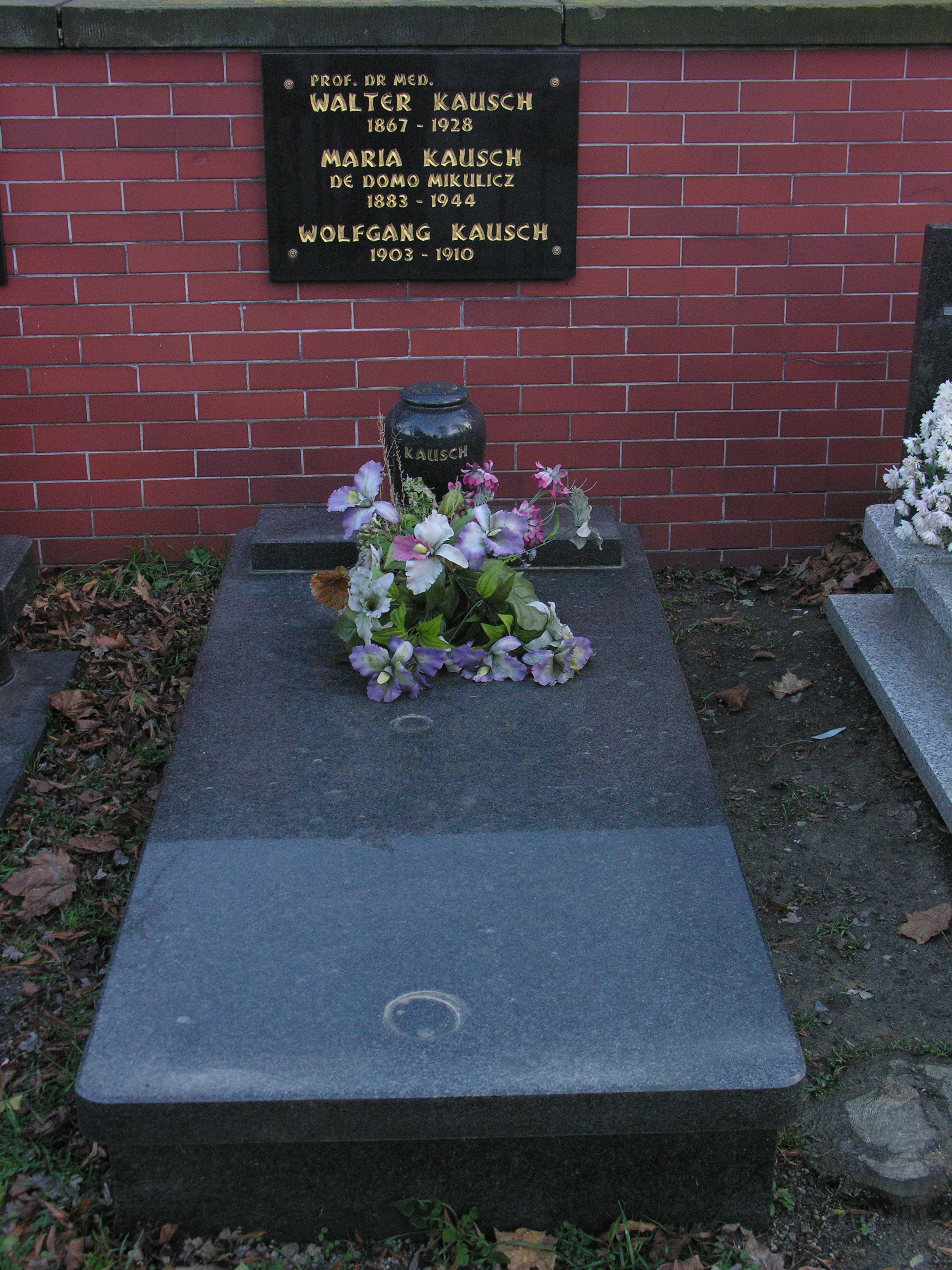
Nagrobek Walthera Kauscha w Świebodzicach

W marcu 1928 poważnie zachorował i rozpoznał u siebie zapalenie pęcherzyka żółciowego. Jego lekarz Wedekind nie zgodził się z rozpoznaniem, prawidłowo diagnozując zapalenie wyrostka. Opóźnioną operację przeprowadził dr Sultan. W stosunkowo dobrym stanie w 12. dobie po operacji Kausch został wypisany do domu, zmarł o godzinie 1 następnej nocy 24 marca 1928 z powodu zatorowości płucnej spowodowanej zakrzepicą żyły głównej dolnej. Został pochowany obok Mikulicza w rodzinnym grobowcu w Świebodzicach, w którym spoczywa też jego syn Wolfgang (1903-1910) i żona Maria (1883-1944). Grób zachował się do dziś.

## Prace
- Ueber den Gehalt der Leber und der Galle an Cholestearin unter pathologischen Verhältnissen. Strassburg, 1891
- Über den Diabetes mellitus der Vögel. 1896.
- Chirurgie des Magens und Darmes. W: Handbuch der praktischen Chirurgie, vol. III, Stuttgart, 1899-1921.
- Ueber Magenektasie bei Rückenmarksläsion (1901)
- Erkrankungen der Brustdrüse. Deutsche Klinik (1905)
- Zur Frage der freien Transplantation toten Knochens; Erwiderung an Herrn Axhausen (1909)
- Zur Technik der Amputation bei Gangrän und Phlegmone (Diabetes). Münchener Medizinische Wochenschrift (1910)
- Ueber Gallenweg-Darmverbindungen. Arch. f. klin. Chir. (1912)
- Pathologie und Therapie des Ileus. Gesammelte Abhandlungen aus dem Gebiete der Verdauungskrankheiten. H. 5-6. Halle a. S.: C. Marhold, 1915